# Czartawa drobna
Czartawa drobna (Circaea alpina) – gatunek rośliny z rodziny wiesiołkowatych. W Polsce występuje na rozproszonych stanowiskach na całym obszarze kraju, częściej na niżu w zachodniej części kraju i w niższych położeniach górskich, w górach po regiel dolny.

## Morfologia

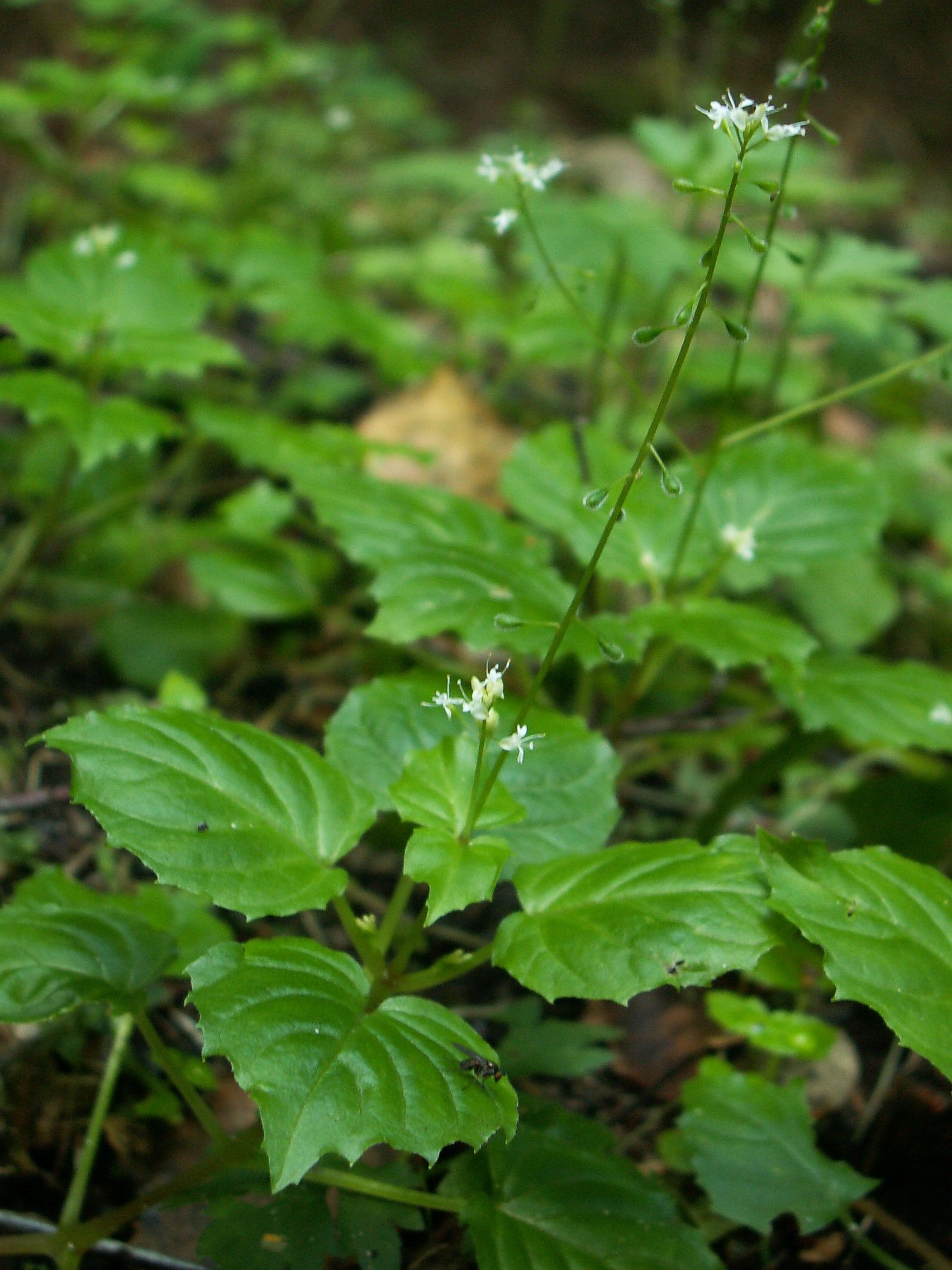
Pokrój

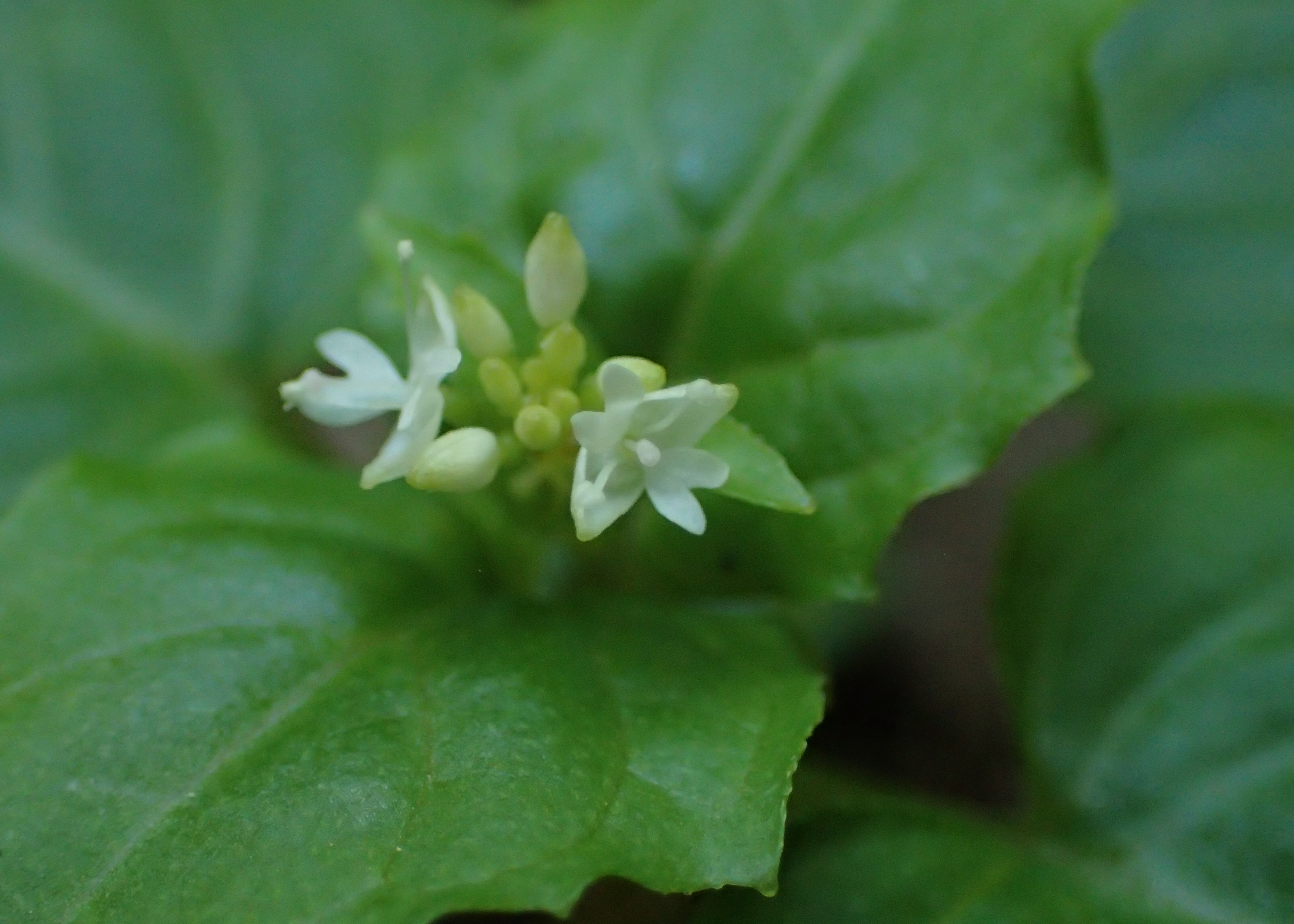
Kwiaty

PokrójDelikatna roślina zielna dorastająca do 20 cm wysokości.
ŁodygaWzniesiona, wyprostowana, soczysta, jasnozielona, oskrzydlona, w obrębie kwiatostanu gruczołowato omszona. Pod ziemią roślina posiada rozłogi.
LiścieNaprzeciwległe, jajowato-sercowate, ząbkowane, skąpo owłosione, tylko na brzegu orzęsione, osadzone na płaskich oskrzydlonych ogonkach, sprawiają wrażenie lśniących.
KwiatyDrobne, białe lub różowe, zebrane w rozgałęziony, groniasty kwiatostan. Kwiaty zapylane są przez muchy. Kwiaty zwykle bez przysadek. Przed kwitnieniem oś kwiatostanu wydłuża się, co powoduje, że rozwinięte kwiaty i pączki są oddalone od siebie.
OwocPodłużnie maczugowaty (gruszkowaty), jednonasienny, pokryty krótkimi włoskami.

## Biologia i ekologia
RozwójBylina, geofit (pączki zimujące znajdują się w glebie). Kwitnie od końca maja do sierpnia. Zapylana jest przez owady, głównie przez muchy. Nasiona rozsiewane są przez wiatr. Roślina ma nadzwyczajne zdolności regeneracyjne może być rozmnażana z kawałków łodygi zawierających po 1 węźle.
SiedliskoRośnie w cienistych, żyznych wilgotnych lasach liściastych i zaroślach oraz w dolinach potoków i na mokradłach, często zasiedla rozkładające się pnie leżących drzew. Preferuje obszary o klimacie umiarkowanie chłodnym. Rośnie na stanowiskach cienistych, na glebach średnio wilgotnych, świeżych i próchniczne, ubogich w węglan wapnia, bardzo chętnie rośnie na murszu.
FitosocjologiaRoślina spotykana w borach świerkowo-jodłowych, w olsach, łęgach i na źródliskach. W klasyfikacji zbiorowisk roślinnych charakterystyczny (Ch.) dla związku (All) las łęgowy (Alno-Ulmion) i zespołu roślinności (Ass.) łęg jesionowo-olszowy (Fraxino-Alnetum).

## Nazewnictwo
Nazwa rodzajowa przeniesiona została przez Matthiolego na ten rodzaj z określenia odnoszącego się w starożytnej Grecji do dwóch roślin (mandragory lekarskiej i ciemiężyka Vincetoxicum nigrum), nazywanych od imienia mitycznej Circe. Nazwa gatunkowa drobna wynika ze względu na niewielkie rozmiary rośliny.